# 滇丁香
滇丁香（学名：Luculia pinceana）为茜草科滇丁香属下的一个种。

## 延伸阅读
[在维基数据编辑]
 《植物名實圖考·滇丁香》，出自吳其濬《植物名實圖考》